# Eustrophopsis striatus
Eustrophopsis striatus es una especie de coleóptero de la familia Tetratomidae.

## Distribución geográfica
Habita en Brasil.